# BioMed Central
BioMed Central, ВМС — наукова платформа, що здійснює видавництво наукових журналів з біології, біомедицини та медицини. Окрім того, до відання BMC входять також журнали, що випускаються платформами «SpringerOpen» (деякі з журналів) і «Chemistry Central». Згідно з політикою BMC до усіх публікацій надається відкритий доступ.
«BioMed Central», як і «Chemistry Central» та «SpringerOpen», належить компанії «Springer Science+Business Media».

## Публікації
«BioMed Central» є видавцем близько трьохсот журналів, що охоплюють різноманітні підрозділи біології та медицини — від зоології та досліджень раку до генетики і хірургії, — а також хімічні і технічні науки. Зокрема, серед них є понад 60 власних журналів із так званої BMC Series (для більшості з яких розраховані імпакт-фактори):
| Біологія | Медицина | Медицина |
| BMC Biochemistry (1,44) BMC Bioinformatics (2,58) BMC Biology (7,98) BMC Biophysics (2,89) BMC Biotechnology (2,03) BMC Cell Biology (2,34) BMC Developmental Biology (2,67) BMC Ecology (2,36) BMC Evolutionary Biology (3,37) BMC Genetics (2,40) BMC Genomics (3,99) BMC Immunology (2,48) BMC Microbiology (2,73) BMC Molecular Biology (2,19) BMC Neuroscience (2,67) BMC Physiology BMC Plant Biology (3,81) BMC Structural Biology (1,18) BMC Systems Biology (2,44) BMC Veterinary Research (1,78) | BMC Anesthesiology (1,38) BMC Cancer (3,36) BMC Cardiovascular Disorders (1,88) BMC Clinical Pathology BMC Complementary and Alternative Medicine (2,02) BMC Dermatology BMC Ear, Nose and Throat Disorders BMC Emergency Medicine BMC Endocrine Disorders (1,71) BMC Family Practice (1,67) BMC Gastroenterology (2,37) BMC Geriatrics (1,68) BMC Health Services Research (1,71) BMC Hematology BMC Infectious Diseases (2,61) BMC International Health and Human Rights (1,37) BMC Medical Education (1,22) BMC Medical Ethics (1,50) BMC Medical Genetics (2,08) BMC Medical Genomics (2,87) BMC Medical Imaging (1,31) BMC Medical Informatics and Decision Making (1,83) | BMC Medical Research Methodology (2,27) BMC Medicine (7,25) BMC Musculoskeletal Disorders (1,72) BMC Nephrology (1,69) BMC Neurology (2,04) BMC Nursing BMC Nutrition BMC Obesity BMC Ophthalmology (1,02) BMC Oral Health (1,13) BMC Palliative Care (1,78) BMC Pediatrics (1,93) BMC Pharmacology and Toxicology (1,84) BMC Pregnancy and Childbirth (2,19) BMC Psychiatry (2,21) BMC Psychology BMC Public Health (2,26) BMC Pulmonary Medicine (2,40) BMC Sports Science, Medicine and Rehabilitation BMC Surgery (1,40) BMC Urology (1,41) BMC Women's Health (1,50) |

Видання ще одного журналу цієї серії — «BMC Medical Physics» (імпакт-фактор 2,89) — було припинено у 2015 році, але всі опубліковані до того статті і статистика авторів знаходяться в архіві.
Наявні матеріали перебувають у відкритому доступі — можуть вільно поширюватися і модифікуватися за умови зазначення їхнього автора відповідно до ліцензії Creative Commons (СС BY 4.0).
На відміну від доступу, публікації в журналі не є безкоштовними. Так, в залежності від обраного видання, вартість розміщення статті коливається у діапазоні €575—2255 (із переважаючим значенням €1745).